# Voltio por metro
El voltio por metro o V/m es una unidad derivada  del Sistema Internacional de Unidades  para medir la intensidad de campo eléctrico, definida como la diferencia de potencial eléctrico en voltios  dividida por la distancia en metros. Esta unidad es utilizada como medio de medida de la intensidad de los  campos electromagnéticos producidos por los transmisores de radio. También puede medir campos eléctricos estáticos.
Algunos ejemplos de intensidad de campo eléctrico son:
- ≈0,001 V/m : mínima señal con calidad aceptable que se puede detectar en un receptor de radio
- ≈1 V/m : señal GSM de un teléfono móvil (a 1 milímetro de la antena)
- ≈0,7-3 V/m : señal Wi-Fi en una instalación doméstica (a 1 metro de la antena)
- ≈10-100 V/m : para los cables de una instalación eléctrica urbana
- ≈300-3000 V/m : para los cables de una instalación eléctrica de  alta tensión